# Noriyuki Sakemoto
Noriyuki Sakemoto (Wakayama, 8 september 1984) is een Japans voetballer.

## Carrière
Noriyuki Sakemoto tekende in 2003 bij Cerezo Osaka.